# Ольястро-Чиленто
Ольястро-Чиленто (італ. Ogliastro Cilento) — муніципалітет в Італії, у регіоні Кампанія,  провінція Салерно.
Ольястро-Чиленто розташоване на відстані близько 280 км на південний схід від Рима, 90 км на південний схід від Неаполя, 45 км на південний схід від Салерно.
Населення — 2256 осіб (2014).
Щорічний фестиваль відбувається 26 квітня. Покровитель — Madonna del Buon Consiglio.

## Демографія
Населення за роками:

Станом на 1 січня 2023 року в муніципалітеті офіційно проживало 138 іноземців з 26 країн, серед них 21 громадянин країн Євросоюзу та 7 громадян України.

## Сусідні муніципалітети
- Агрополі
- Чичерале
- Приньяно-Чиленто